# بوب توماس (منافس ألعاب قوى)
بوب توماس (بالإنجليزية: Bob Thomas)‏ هو منافس ألعاب قوى نيوزيلندي، ولد في 20 مارس 1939، وتوفي في 26 يناير 2016.

## وصلات خارجية
- بوب توماس على موقع الاتحاد الدولي لألعاب القوى (الإنجليزية)